# Diocese de Madison
A Diocese de Madison (em latim: Diœcesis Madisonensis) é uma diocese católica romana no estado de Wisconsin, nos Estados Unidos. É composta pelos condados de Columbia, Dane, Grant, Green, Green Lake, Iowa, Jefferson, Lafayette, Marquette, Rock e Sauk. A área da diocese é de aproximadamente 8.070 sq mi (20.900 km2)   . Existem aproximadamente 167.000 católicos na diocese. O Bispo da Diocese de Madison é Donald J. Hying. O metropolita é Jerome Listecki, arcebispo de Milwaukee .
Existem 102 paróquias na diocese, com 98 sacerdotes em ministério ativo.
A catedral era a Catedral de São Rafael em Madison, mas foi destruída por um incêndio em 2005. A diocese atualmente não tem catedral. Os paroquianos da Catedral atualmente se reúnem nas Paróquias de São Patrício e do Santo Redentor no centro de Madison.
Camp Gray, um acampamento de verão e centro de retiro, é um dos ministérios da Diocese de Madison.

## História

### Primeiros anos
A Diocese de Madison foi instituída em 9 de janeiro de 1946, pelo Papa Pio XII, por decreto de 22 de dezembro de 1945. A diocese foi criada a partir do território da Arquidiocese de Milwaukee, da Diocese de La Crosse e da Diocese de Green Bay.
O Venerável Padre Samuel Charles Mazzuchelli esteve ativamente envolvido na parte sudoeste de Wisconsin durante meados do século XIX. Ele estabeleceu 25 paróquias em Wisconsin, 11 das quais estão na Diocese de Madison. Pe. Mazzuchelli está sepultado em Benton, Wisconsin, que fica na diocese. O Papa João Paulo II o declarou venerável em 1993. A elevação de Mazzuchelli à categoria de santidade ainda está pendente.

### Incêndio na catedral

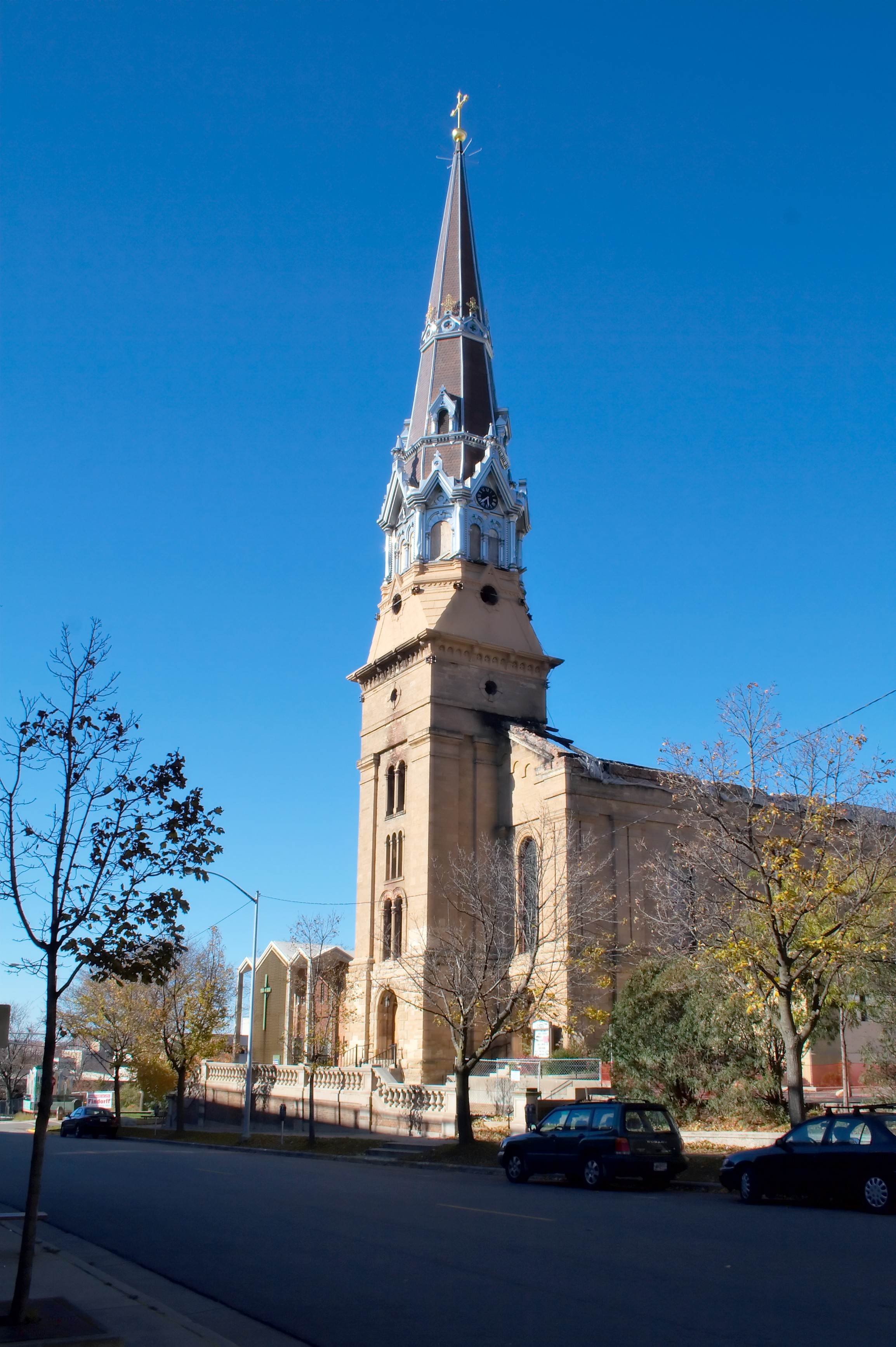
Catedral de São Rafael, Madison logo após o incêndio de 2005.

Em 14 de março de 2005, a Catedral de São Rafael foi fortemente danificada num incêndio que causou muitos danos à igreja. Nos dias que se seguiram ao incêndio, foi descoberto que William J. "Billy" Connell havia começado o fogo. Connell foi acusado de roubo, incêndio criminoso e fiança, mas foi considerado incompetente para ser julgado devido à esquizofrenia paranóica. Ele foi internado numa instituição em 29 de agosto de 2005, enquanto se aguarda uma mudança em seu estado de saúde mental e, em junho de 2007, foi condenado a 15 anos de prisão seguidos de 15 anos de estreita supervisão.
Após o incêndio, as opções em relação ao futuro da Catedral incluíram:
- Reconstruir a Catedral no local atual. Aqueles a favor desse plano citaram o significado histórico da freguesia como motivo para a reconstrução da estrutura.
- Construir uma nova catedral noutro local em Madison, como no lado oeste da cidade. Pessoas a favor disso citaram o fato de que São Rafael não se destinava a ser uma catedral quando construída. Os bispos anteriores haviam considerado a construção de uma nova catedral em outro lugar em Madison, visto que não havia espaço no centro para construir uma catedral maior.

Em junho de 2007, foi decidida a construção de um novo prédio no local da antiga Sé Catedral, substituindo a estrutura que foi danificada no incêndio. O novo edifício terá uma planta baixa diferente do anterior e capacidade para aproximadamente 1.000 pessoas. Ele irá reutilizar o campanário e outros itens que podem ser recuperados do edifício original.
Em 2021, nenhum novo edifício foi erguido no local anterior.

### Relatos de abuso sexual
Em junho de 2019, a Diocese de Madison concordou em apresentar uma lista de clérigos acusados que serviram na Diocese e contratou detetives para ajudar nesta investigação. Este acordo veio depois que um padre aposentado foi acusado em maio de 2018 de seis acusações de agressão sexual. O padre aposentado, William Nolan foi posteriormente absolvido em setembro de 2019 de cinco dessas acusações, com o juiz presidente também retirando a contagem restante. A Diocese de Madison também investigou Nolan e mais tarde o isentou do título de padre "acusado com credibilidade" em março de 2020 também.

### Recente
Durante o mandato de Robert C. Morlino, o número de seminaristas na diocese cresceu de seis homens em 2003 para 30 em 2015. Uma campanha de capital em toda a diocese foi iniciada para arrecadar US $ 30 milhões para ajudar a educar os futuros padres.

## Bispos
|                   | Nome                     | Período   | Notas                   |        |
| Bispos            | Bispos                   | Bispos    | Bispos                  | Bispos |
| ----------------- | ------------------------ | --------- | ----------------------- | ------ |
| 5º                | Donald Joseph Hying      | 2019–     | Atual                   |        |
| 4º                | Robert Charles Morlino   | 2003–2018 |                         |        |
| 3°                | William Henry Bullock    | 1993–2003 |                         |        |
| 2º                | Cletus Francis O'Donnell | 1967–1992 |                         |        |
| 1º                | William Patrick O'Connor | 1946–1967 |                         |        |
| Bispos-auxiliares |                          |           |                         |        |
|                   | George Otto Wirz         | 1977–2004 |                         |        |
|                   | Jerome Joseph Hastrich   | 1963–1969 | Nomeado Bispo de Gallup |        |

### Padres que se tornaram Bispos
- Paul J. Swain, nomeado bispo de Sioux Falls (2006-2019).

## Cemitérios
- Cemitério da Ressurreição

O Cemitério da Ressurreição é um cemitério católico romano localizado próximo ao lado oeste de Madison, Wisconsin, a sede da Diocese Católica Romana de Madison. O cemitério é um dos quatro cemitérios oficialmente administrados pela diocese. Foi fundado em 1949 e tem cerca de 40 hectares. Pessoas famosas cujo local de descanso no Cemitério da Ressurreição incluem o nativo de Madison Chris Farley, estrela do cinema cômico e membro do elenco do Saturday Night Live, cuja cripta está localizada na capela no terreno do cemitério. Os primeiros dois bispos da diocese, William O'Connor e Cletus O'Donnell, estão enterrados no cemitério.

## Escolas

### Escolas de ensino médio
- Edgewood High School do Sagrado Coração, Madison Home
- St. Ambrose Academy, Madison St. Ambrose Academy

### Escolas primárias
- A Escola Católica St. Joseph's em Baraboo é uma escola paroquial. O atual prédio da escola, projetado pela empresa Billmeyer and Sons, de Wisconsin Rapids, e com um custo de mais de US $ 500.000, tem 11 salas de aula. A cave tem uma cafetaria e uma combinação auditório / ginásio. O segundo prédio da escola foi inaugurado em uma ravina preenchida em 1912, a nordeste de sua igreja associada. O edifício tinha três pisos e uma cave. O primeiro e o segundo andares tinham, cada um, três salas de aula, e o segundo andar também abrigava a capela e a biblioteca. O terceiro andar tinha um auditório de 600 lugares, enquanto o porão tinha um grande salão de banquetes / ginásio. O segundo prédio ficou superlotado devido ao baby boom pós-Segunda Guerra Mundial, então o terceiro prédio da escola, ao norte do segundo prédio, foi inaugurado em 1958.[12]